# K.d. lang
Kathryn Dawn Lang dite k.d. lang, née le 2 novembre 1961 à Edmonton, est une chanteuse et parolière canadienne, lauréate de quatre Grammy Awards.

## Biographie
Lang est née dans la petite ville rurale d'Edmonton dans l'Alberta, benjamine d'Audrey Bebee et d'Adam Frederick Lang. Elle a des origines allemande, sioux et islandaise par son père, et a une arrière-grand-mère russe juive du côté de sa mère. Lorsque Lang a neuf mois, sa famille déménage à Consort en Alberta, où elle grandit avec deux sœurs et un frère aînés dans les prairies canadiennes. Son père, pharmacien, quitte la famille quand elle a douze ans.
Après l'école secondaire, k.d. lang fréquente le Red Deer College où elle est fascinée par la vie et la musique country de Patsy Cline, et décide de poursuivre une carrière de chanteuse professionnelle. Elle déménage à Edmonton, sa ville de naissance, après avoir obtenu son diplôme en 1982.
Lang répond à une annonce dans l'Edmonton Journal, cherchant un chanteur pour son groupe de country-swing. Après un concert au Devil's Lake Corral devant plus de 500 personnes, Lang s'associe au propriétaire et manager du label, Larry Wanagas, pour former un groupe hommage à Patsy Cline, les Reclines, en 1983, qui enregistre son premier single, Friday Dance Promenade, chez Sundown Recorders. Les Reclines se produisent régulièrement dans un café populaire d'Edmonton.
En 1983, Lang présente une performance artistique : une reconstitution de sept heures de la transplantation d'un cœur artificiel pour Barney Clarke, un dentiste américain à la retraite,. L'album A Truly Western Experience sort en 1984 et reçoit d'excellentes critiques, suscitant une attention nationale au Canada. En août 1984, Lang est l'un des trois artistes canadiens sélectionnés pour se produire à l'Expo-sciences mondiale de Tsukuba, au Japon.
Chantant à des rencontres de country et de western au Canada, elle commence à se forger une apparence et un style appelés « cowboy punk » et enregistre plusieurs chansons qui reçoivent des critiques favorables. En 1985, elle obtient le Prix Juno de l'espoir féminin en chant et le reçoit en robe de mariée.
En 1986, elle signe un contrat avec une maison de disques américaine à Nashville (Tennessee), et rencontre un succès critique pour son album de 1987, Angel with a Lariat. Sa carrière reçoit un grand coup de pouce quand le légendaire chanteur de rock Roy Orbison la choisit pour enregistrer un duo de son succès Crying. Au lieu d'être submergés par la puissance de la voix à trois octaves d'Orbison, les deux interprètes mêlent leur extraordinaire étendue vocale dans une collaboration qui gagne le Grammy Award de la meilleure collaboration chantée de country. En 1988, elle interpréte Turn me Round à la cérémonie de clôture des quinzièmes Jeux olympiques d'hiver à Calgary.
Plus tard cette même année, avec Jennifer Warnes et Bonnie Raitt, elle fait partie des choristes de l'émission consacrée à Orbison, Roy Orbison and Friends, A Black and White Night.
Le magazine féminin canadien Châtelaine choisit k.d. Lang comme « Femme de l'année » en 1988.
K.d. lang remporte son second Grammy Award en 1989 (meilleure performance vocale féminine de country) pour son album Absolute Torch and Twang. Le titre Full Moon of Love issu de cet album connaît le succès aux États-Unis durant l'été 1989.
L'album Ingenue, sorti en 1992, contient sa chanson la plus populaire, Constant Craving, qui atteint plusieurs millions de disques vendus et lui vaut un succès critique retentissant ainsi que son troisième Grammy Award (meilleure chanteuse pop ou de variétés). Un autre titre de l'album à entrer dans les dix meilleures ventes est Miss Chatelaine. Cette chanson à l'inspiration salsa est ironique, l'apparence masculine de Lang contrastant avec l'idéal féminin du titre. Lang figure toutefois en robe et maquillée dans le clip officiel de la chanson.
En 1993, elle joue en qualité de vedette dans le film Salmonberries, boudé par la critique. Elle écrit la majeure partie de la bande originale du film de Gus Van Sant Even Cowgirls Get the Blues, adapté du roman de Tom Robbins. Elle exécute une reprise de Skylark pour l'adaptation au cinéma du livre Minuit dans le jardin du bien et du mal. Elle interprète aussi Surrender pour le générique de fin du film de James Bond Demain ne meurt jamais, ayant déjà travaillé avec le compositeur David Arnold sur son album Shaken and Stirred: The David Arnold James Bond Project.

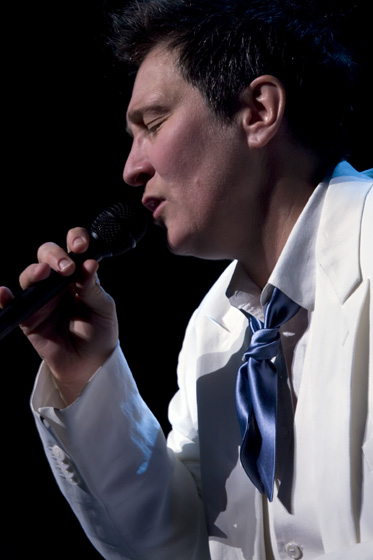
k.d. lang à Melbourne en avril 2008.

En 1996, elle est nommée officier de l'Ordre du Canada. La pochette de l'album Drag la montre à nouveau en costume d'homme, tandis que les chansons tournent toutes autour du thème de la cigarette (jeu de mots sur deux sens du mot « drag » en anglais).
En 2003, elle reçoit son quatrième Grammy Award (meilleur album traditionnel) pour sa collaboration avec Tony Bennett, A Wonderful World. La même année, Hymns of the 49th Parallel, son album de reprises de classiques canadiens (Leonard Cohen, Joni Mitchell, Neil Young, Jane Siberry…), reçoit un accueil très favorable bien au-delà des frontières du Canada.
Elle livre une interprétation impressionnante d'Hallelujah de Leonard Cohen au gala des prix Juno l'année suivante à Winnipeg, lors de l’intronisation du poète compositeur au Panthéon des auteurs et compositeurs canadiens en 2006.
Le 29 juillet 2006, Lang chante son succès Constant Craving à la cérémonie d'ouverture des Jeux Outgames à Montréal. Le 12 février 2010, elle interprète à nouveau Hallelujah de Leonard Cohen lors de la cérémonie d'ouverture des Jeux olympiques d'hiver de Vancouver.
En 2006, elle figure dans une courte scène du film Le Dahlia noir de Brian De Palma, dans lequel elle chante dans un bar lesbien.
Elle enregistre Because of you aux côtés de Tony Bennett pour le premier volume de duos de ce dernier : Duets An american classic (Sony). Le 20 septembre 2011, Tony Bennett sort Duets II, un nouvel album de duos comprenant le titre Blue Velvet co-interprété avec k.d. lang.
En juin 2016, k.d. lang livre l'album case/lang/veirs qu'elle a réalisé en trio avec Neko Case et Laura Veirs.

## Engagements
k.d. lang, la première personnalité de premier plan du monde de la musique pop à s'être affirmée publiquement comme lesbienne (et ce, dès 1992 dans un article du magazine d'actualité gay The Advocate), a soutenu activement les causes LGBT. En 1997, elle embrasse la présentatrice américaine Ellen DeGeneres à la remise du Los Angeles Gay and Lesbian Center Creative Integrity Award. Elle est parfois connue pour son utilisation d'une apparence physique androgyne et a adopté à la quarantaine une identité visuelle Butch-fem.
Elle a aussi soutenu plusieurs autres causes, dont la recherche sur le sida et les soins donnés aux séropositifs.
Ses convictions végétariennes et de défense des droits des animaux (notamment lors d'une campagne « La viande pue ») ont provoqué une vive polémique, en particulier dans l'industrie d'élevage de bétail, au sein de sa ville natale du milieu de l'Alberta.
Elle a aussi milité pour la liberté du Tibet.

## Discographie

### Albums studio
- 1988 : Shadowland
- 1992 : Ingenue
- 1995 : All You Can Eat
- 1997 : Drag
- 2000 : Invincible Summer (inspiré de sa relation avec Leisha Hailey)
- 2004 : Hymns of the 49th Parallel
- 2008 : Watershed (en)

### Albums collaboratifs
- 1984 : A Truly Western Experience (avec The Reclines)
- 1987 : Angel with a Lariat (avec The Reclines)
- 1989 : Absolute Torch and Twang (avec The Reclines)
- 2002 : A Wonderful World (avec Tony Bennett)
- 2006 : Because of you (avec Tony Bennett)
- 2011 : Sing It Loud (avec the Siss Boom Bang) (édition standard 10 titres, édition deluxe 14 titres)
- 2016 : case/lang/veirs (avec Neko Case et Laura Veirs)

### Bande originale de film
- 1993 : Even Cowgirls Get the Blues, musique du film Even Cowgirls Get the Blues de Gus Van Sant

### Album live
- 2001 : Live by Request

### Compilations
- 2006 : Reintarnation
- 2010 : Recollection (1CD, 2CD ou 3CD+DVD)
- 2010 : Beautifully Combined
- 2021 : Makeover (Album de remixes)

### Rééditions
- 2010 : A Truly Western Experience : 25th Anniversary Edition (avec The Reclines), (CD 15 titres + DVD)
- 2017 : Ingénue : 25th Anniversary (Ingénue + MTV Unplugged 1993) 18 titres / 2CD

## Vidéographie
- 1991 : Harvest of seven years (Cropped and chronicled) (VHS) (DVD édité en 2000)
- 1997 : Live in Sydney  (VHS & Laserdisc)
- 2001 : Live by Request (DVD)
- 2009 : Live in London with BBC Orchestra (DVD & Blu-ray)
- 2019 : Ingénue Redux - Live from the Majestic Theatre (DVD & Blu-ray)

## Filmographie

### Actrice
- 1992 : Salmonberries (en) de Percy Adlon
- 1999 : Le Voyeur de Stephan Elliott : Hilary
- 2006 : Le Dahlia noir de Brian De Palma : la chanteuse dans le bar lesbien

### Musique

#### Compositeur
- 1995 : Even Cowgirls Get the Blues de Gus Van Sant

#### Interprète (chanson du film)
- 1997 : Surrender pour Demain ne meurt jamais de Roger Spottiswoode
- 2006 : Le Dahlia noir de Brian De Palma

## Anecdote
k.d. lang a choisi d'écrire son nom d'artiste sans majuscules, comme son idole littéraire à l'adolescence, le poète américain e.e. cummings, qui avait fait ce choix, humble et maniéré, avant elle.